# Парк Шевченко (Одесса)
Парк Шевче́нко (полное название Центра́льный парк культу́ры и о́тдыха и́мени Тара́са Григо́рьевича Шевче́нко) — парк в Одессе. Территория парка начинается улицами Маразлиевской, Успенской ,Лидерсовским бульваром и тянется вдоль всего морского побережья до Аркадии.

## История парка
После покорения крепости Хаджибей на этом месте к 1795 году была построена русская крепость (пороховая башня и аркада которой сохранились), входившая в систему пограничных фортификационных сооружений. Крепость просуществовала, впрочем, всего менее 20 лет — когда в результате очередной Русско-турецкой войны российско-турецкая граница ушла дальше на юго-запад, крепость была упразднена за ненадобностью. После её упразднения в 1811 году вся территория была передана Карантину, часть использовалась под карантинный двор, часть — под чумное и карантинное кладбище. Казармы использовались под карантин и тюрьму. Место было запущенное и неухоженное.
Согласно сохранившемуся плану архитектора Ф. К. Боффо от 1840 года, на этом месте должен был быть разбит парк. Деревья, очевидно, высадили, так как местность эта на планах города середины XIX века была обозначена как «Крепостной сад», но уход за ними не осуществляли; сад одичал и имел дурную славу. Этому способствовало, очевидно, и то, что земли числились по военному ведомству и городу не принадлежали. Только 7 сентября 1875 года, парк был наконец-то открыт, а 10 сентября был назван Александровским, в честь посещения Одессы императором Александром II, который по случаю открытия парка собственноручно высадил в нём дуб.
Эти места посещали Пушкин, Жуковский, Гоголь, Островский, Достоевский, Чехов, Ахматова и другие известные персоны.
Рядом со стадионом Черноморец находится курган (остатки фортификационных сооружений) с Александровской колонной. С этого места были запущены аэростаты и самолёты, одни из первых в Российской Империи, а также совершил несколько полётов знаменитый Сергей Уточкин.
- Виды Александровского парка на почтовых открытках начала XX века

В популярном путеводителе Григория Москвича за 1911 год парк описывался такими словами: 

Из садов Одессы наиболее популярен и посещаем Александровский парк, расположенный хотя и на окраине, но примыкающий к оживленной и аристократической части города. В общем он занимает весьма обширную площадь, ограниченную улицей Маразли (Новой) и Михайловской площадью, и славится городской дачей «Ланжерон». Через парк проходит хорошая шоссейная дорога, ведущая на Ланжерон. Этой дорогой парк делится на две неравные части: левую, более обширную, прилегающую к морю, и правую. Более оживлена и лучше содержится левая сторона, но правая обладает главною достопримечательностью парка: на высоком кургане установлен красивый памятник — колонна императору Александру II, который собственноручно посадил первое дерево — дубок, в настоящее время порядочно разросшийся и окруженный великолепной массивной решеткой с государственными гербами. Дубок находится тут же, у памятника. Склон кургана великолепно декорирован зеленью, среди которой ярко выделяются инициалы императора, увенчанные короной. Эта часть кургана так же, как и дубок, выходит на дорогу. Посвятить осмотру парка часок-другой мы рекомендуем каждому приезжему, тем более что прекрасная растительность и обильная тень делают прогулку неутомительной даже в самое жаркое время дня
30 апреля 1920 г., вскоре после окончательного установления Советской власти в Одессе парк был переименован в «Парк имени Т. Г. Шевченко» согласно постановлению городского исполнительного комитета.
Зелёный театр парка посещали такие знаменитости, как Леонид Утесов, Аркадий Райкин, Тарапунька и Штепсель, Эдита Пьеха, Михаил Водяной. В 1936 году был построен Центральный стадион города.

### Одесская выставка 1910 года
Отдельного упоминания достойна «Фабрично-заводская, художественно-промышленная и сельскохозяйственная всероссийская выставка» 1910—1911 гг., проходившая на территории парка под эгидой одесского отделения Императорского Русского Технического общества и Императорского общества сельского хозяйства Южной России на которой были выставлены многие тысячи экспонатов со всех концов Империи и из-за границы.

## Современность
В парке сооружён памятник Тарасу Шевченко (со стороны улицы Маразлиевской, на её пересечении с Сабанским переулком), расположена «Аллея Славы» с могилами участников обороны города, подпольщиков и освободителей города во время Великой Отечественной войны и памятником Неизвестному матросу с вечным огнём, а также обелиск воинам-афганцам.
10 апреля 1968 году на «Аллее Славы» у памятника Неизвестному матросу был создан «Пост № 1» с целью военно-патриотического воспитания молодёжи и памяти погибших в годы Великой Отечественной войны.
На базе «Поста № 1» был создан Одесский городской центр военно-патриотического воспитания молодёжи «Пост № 1». Ежегодно, с апреля по ноябрь, почётную вахту памяти на «Аллее Славы» несут почётные караулы из учащихся школ города Одесса.
С 2006 года воспитанники Центра военно-патриотического воспитания молодёжи несут Почётную вахту памяти и на «Посту № 2» у памятника воинам-интернационалистам, погибшим в Афганистане.
От «Аллеи Славы» многочисленные заасфальтированные дорожки ведут к Чёрному морю, пляжу «Ланжерон». В том же месте начинается пешеходная аллея «Трасса здоровья», тянущаяся вдоль морского побережья Одессы до пляжей Аркадии.
На пляже «Ланжерон» расположен дельфинарий.
- Зелёный театр
- Ланжероновская арка
- Аллея Славы
- Арка Карантин
- Аттракционы и третье по высоте колесо обозрения Украины